# Pablo Tusset
Pablo Tusset (Barcellona, 1965) è uno scrittore spagnolo.

## Biografia
Informatico di professione, nel  2001 ha pubblicato Il meglio che possa capitare a una brioche (titolo originale Lo mejor que le puede pasar a un cruasán) edito in Italia da Feltrinelli nel 2004. Con questo romanzo, tradotto in dieci lingue, si è imposto come una delle voci più interessanti della nuova letteratura castigliana, vincendo il Premio Tigre Juan. Il libro racconta la vicenda di un trentenne obeso di Barcellona appassionato di Internet che s'improvvisa detective per risolvere un mistero che finirà per cambiargli la vita.
Lo scrittore Manuel Vázquez Montalbán ha definito  Il meglio che possa capitare a una brioche "il romanzo più interessante e divertente che abbia letto negli ultimi tempi: un occhio capace di calamitare tutte le informazioni, tutta la cultura, tutta la nostalgia per modi di stare al mondo irrimediabilmente perduti".
Nel 2006 Tusset ha pubblicato il suo secondo libro,  Nel nome del porco (titolo originale En el nombre del cerdo), un romanzo giallo ambientato tra New York e la Catalogna, pubblicato in Italia da Feltrinelli nel 2007. La trama (un anziano commissario di polizia che deve trovare il colpevole di un omicidio avvenuto in un mattatoio di suini nella campagna catalana) costituisce lo sfondo con cui Tusset affronta il tema della compresenza del bene e del male nell'anima umana. 
Nel 2009 ha pubblicato il suo terzo romanzo "Sakamura, Corrales y los muertos rientes" non ancora tradotto in italiano.
Lo stile di Tusset si caratterizza per il mix tra la leggerezza lessicale, che talvolta sfocia nell'umorismo, e la profondità degli argomenti toccati, che vanno dalla psicoanalisi all'esoterismo, e offrono un ritratto cinico e disincantato della realtà contemporanea.